# Niemcy na Letnich Igrzyskach Olimpijskich 2000
Niemcy na Letnich Igrzyskach Olimpijskich 2000 reprezentowało 422 zawodników.

## Zdobyte medale

### Złote
- Nils Schumann - lekkoatletyka, bieg na 800 m
- Heike Drechsler - lekkoatletyka, skok w dal
- Andreas Dittmer - kajakarstwo, C-1 1000 m
- Thomas Schmidt - kajakarstwo, K-1 slalom
- Birgit Fischer, Katrin Wagner - kajakarstwo, K-2 500 m
- Birgit Fischer, Manuela Mucke, Anett Schuck, Katrin Wagner - kajakarstwo, K-4 500 m
- Robert Bartko - kolarstwo, wyścig na dochodzenie
- Robert Bartko, Daniel Becke, Guido Fulst, Jens Lehmann - kolarstwo, wyścig na dochodzenie drużynowo
- Jan Ullrich - kolarstwo, wyścig ze startu wspólnego
- Otto Becker, Ludger Beerbaum, Marcus Ehning, Lars Nieberg - jeździectwo, konkurs drużynowy skoków
- Nadine Capellmann, Ulla Salzgeber, Alexandra Simons, Isabell Werth - jeździectwo, dresaż drużynowo
- Kathrin Boron, Jana Thieme - wioślarstwo, dwójka podwójna
- Kerstin El Qalqili-Kowalski, Meike Evers, Manja Kowalski, Manuela Lutze - wioślarstwo, czwórka podwójna

### Srebrne
- Lars Riedel - lekkoatletyka, rzut dyskiem mężczyzn
- Björn Bach, Jan Schäfer, Stefan Ulm, Mark Zabel - kajakarstwo, K-4 1000 m
- Stefan Nimke - kolarstwo, sprint
- Jens Lehmann - kolarstwo, 4 km na dochodzenie indywidualnie
- Jan Ullrich - kolarstwo, jazda indywidualna na czas
- Hanka Kupfernagel - kolarstwo, wyścig indywidualnie na szosie
- Isabell Werth - jeździectwo, dresaż indywidualnie
- Ralf Bissdorf - szermierka, floret indywidualnie
- Rita König - szermierka, floret indywidualnie
- Claudia Blasberg, Valerie Viehoff - wioślarstwo, dwójka podwójna wagi lekkiej
- Tommy Haas - tenis ziemny, gra pojedyncza
- Faissal Ebnoutalib - taekwondo, kategoria do 80 kg
- Stephan Vuckovic - triathlon
- Marc Huster - podnoszenie ciężarów, kategoria do 85 kg
- Ronny Weller - podnoszenie ciężarów, kategoria + 105 kg
- Gunnar Bahr, Ingo Borkowski, Jochen Schümann - żeglarstwo, soling
- Amelie Lux - żeglarstwo, mistral

### Brązowe
- Cornelia Pfohl, Barbara Mensing, Sandra Sachse - łucznictwo, drużynowo
- Astrid Kumbernuss - lekkoatletyka, pchnięcie kulą
- Kirsten Münchow - lekkoatletyka, rzut młotem
- Sebastian Kober - boks, kategoria do 91 kg
- Ronald Rauhe, Tim Wieskötter - kajakarstwo, K-2 500 m
- Andreas Dittmer - kajakarstwo, C-1 500 m
- Lars Kober, Stefan Utess - kajakarstwo, C-2 1000 m
- Jens Fiedler - kolarstwo, sprint
- Andreas Klöden - kolarstwo, wyścig ze startu wspólnego
- Jens Fiedler - kolarstwo, keirin
- Dörte Lindner - skoki do wody, trampolina - 3 m
- Jan Hempel, Heiko Meyer - skoki do wody, platforma 10 m - synchronicznie
- Ulla Salzgeber - dresaż indywidualnie
- Wiradech Kothny - szermierka, szabla indywidualnie
- Dennis Bauer, Wiradech Kothny, Eero Lehmann, Aleksandra Weber - szermierka, Szabla drużynowo
- Sabine Bau Rita König Gesine Schiel Monika Weber - szermierka, floret drużynowo
- Anna-Maria Gradante - judo, kategoria do 48 kg
- Marcel Hacker - wioślarstwo, jedynka
- Marco Geisler Andreas Hajek Stephan Volkert André Willms - wioślarstwo, czwórka podwójna
- Katrin Rutschow-Stomporowski - wioślarstwo, jedynka
- Nadine Angerer, Renate Lingor, Nicole Brandebusemeyer, Maren Meinert, Doris Fitschen, Sandra Minnert, Jeannette Götte, Claudia Müller, Stefanie Gottschlich, Birgit Prinz, Inka Grings, Silke Rottenberg, Ariane Hingst, Kerstin Stegemann, Melanie Hoffmann, Bettina Wiegmann, Steffi Jones, Tina Wunderlich - piłka nożna, turniej kobiet
- Stev Theloke - pływanie, 100 m stylem grzbietowym
- Jens Kruppa, Thomas Rupprath, Torsten Spanneberg, Stev Theloke - pływanie, sztafeta 4x100 m stylem zmiennym
- Antje Buschschulte, Sara Harstick, Kerstin Kielgass, Franziska van Almsick - pływanie, sztafeta 4x200 m stylem dowolnym
- Jörg Ahmann, Axel Hager - siatkówka plażowa, turniej mężczyzn
- Roland Gabler, Rene Schwall - żeglarstwo, tornado